# Emmanuele Antonio Cicogna

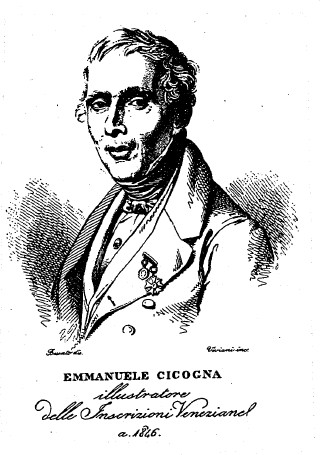
Emmanuele Antonio Cicogna, 1842

Emmanuele Antonio Cicogna (* 17. Januar 1789 in Venedig; † 22. Februar 1868 ebenda) widmete sein Leben einer Sammlung, deren 40.000 Bücher er testamentarisch der Stadt Venedig vermachte, und umfangreichen Quelleneditionen, insbesondere der Inschriften von Venedig und seiner Lagune. Insgesamt veröffentlichte er, neben seinem Hauptberuf als Sekretär bei Gericht, weit über zweihundert historische, biographische und kunsthistorische Abhandlungen, Transkriptionen, Übersetzungen, Bibliographien und Novellen. Er selbst sah sich nie als Historiker, sondern wollte die für diese Arbeit notwendigen Sammlungen zusammenstellen.

## Leben und Werk

### Herkunft und Ausbildung
Cicogna entstammte einer kretischen Familie, die während des Krieges mit den Osmanen um das venezianische Kreta aus Candia, dem heutigen Iraklio, nach Venedig geflohen war. Dort zählte sie zur obersten Klasse der bürgerlichen Familien, den sogenannten cittadini coraziani. 1736 gelang es der Familie, in den venezianischen Adel aufzusteigen. Emanuele Cicogna (1710–1805) war der Großvater von Emmanuele Antonio, dessen Eltern waren Giovanni Antonio (Giannantonio) (1760–1844) und die Venezianerin Elisabetta Bortolucci († 1794). Der Großvater gehörte der venezianischen Armee an, der Vater der Verwaltung. Er arbeitete als amministratore dei beni retrodatati in San Vito al Tagliamento, nachdem er für die Republik Venedig als notaio sopra i Dazii beschäftigt gewesen war. Zwei Jahre nach dem Tod seiner ersten Frau Elisabetta heiratete der Vater 1796 Anna Colpo, die ihm weitere sieben Kinder schenkte.
Emmanuele Antonio Cicogna wurde in der Gemeinde um die Kirche San Nicola da Tolentino im Sestiere Santa Croce geboren. Der Junge erhielt seine erste Ausbildung durch den venezianischen Priester Andrea Basson und im Kollegium des Abtes Antonio Venier (wohl der Theatiner); dann lernte er am Collegio dei Nobili in Udine, das von Barnabiten geleitet wurde, wo die Schwerpunkte auf Grammatik, Rhetorik und Philosophie lagen (1799 bis 1807). Von 1807 bis 1808 war er in Spilimbergo. Auf Wunsch des Vaters schlug er nach seiner Rückkehr nach Venedig im März 1808 eine Juristenkarriere ein. Ab 1811 arbeitete er als Schreiber an der Procura regia in Udine, kehrte jedoch im Januar 1813 zurück und begann seine Arbeit am Appellationsgerichtshof, wo er zum Sekretär aufstieg. Ein weiterer Aufstieg war ihm verwehrt, da er keinen Abschluss eines Jurastudiums nachweisen konnte.
Er hielt sich weitgehend von den geistigen Umbrüchen seiner Zeit fern, denn er empfand eine Parteinahme geradezu als schockierend. Wie er 1814 notierte, diente er dem Herrn, der ihm zu essen gab. Die Ideen der Carbonari hielt er für schön und ehrenwert, aber für fernab jeder Realität; die Einigung Italiens nahm er ohne große Beteiligung hin. Einige Male geriet er dennoch mit der österreichischen Zensur in Konflikt, möglicherweise im Zusammenhang mit einer Publikation, die er selbst für wichtig hielt, nämlich die der Akten und der Geschichte des Appellationstribunals.

### Ehe mit Carlotta Colpo (1847–1849)
Am 19. Januar 1847 heiratete er Carlotta Colpo, die 1807 geborene Tochter von Pietro Colpo und Elisabetta Veroli, die von 1817 bis 1837 im Hause Pietro Dolfin gelebt hatte. Sie war wahrscheinlich eine Verwandte der zweiten Frau seines Vaters. Mit den Familien Colpo und Dolfin war Cicogna wiederum eng verbunden; beim Vater und bei Carlotta Colpo hielt er um ihre Hand an. Die beiden führten eine Ehe, die Cicogna offenbar entgegen seinen Befürchtungen viel Zeit für seine Studien ließ. Seine Frau starb jedoch bereits am 21. August 1849 innerhalb eines einzigen Tages an der in Venedig grassierenden Cholera. Auf ihrem Grabstein ließ Cicogna die Inschrift anbringen: „A / Carlotta Colpo / ottima delle mogli / Emmanuele Antonio Cicogna / Marito desolato / Morì nell'agosto fatale / MDCCCXLIX“. Mit dem „verhängnisvollen August“ meinte Cicogna wohl nicht nur den Monat, in dem er seine geliebte Frau verlor, sondern auch jenen Monat, in dem die Republik Venedig, die seit dem 23. März des Vorjahres unabhängig war, von der österreichischen Armee und der Cholera besiegt, kapitulieren musste. Am 22. August, einen Tag nach Carlottas Tod, kapitulierte die Repubblica di San Marco, die sich fast eineinhalb Jahre gegen die Übermacht gewehrt hatte. Am 27. August 1849 marschierten die österreichischen Truppen ein.
Nach Carlottas Tod wurde dem Witwer das Sammeln geradezu zum Lebensinhalt, und so erwarb er griechische, lateinische, venezianische und italienische Handschriften, Tausende von Büchern, obwohl er nur über bescheidene Mittel verfügte. Dabei war er vor allem mit den wichtigsten Buchhändlern der Stadt in Kontakt, allen voran Adolfo Cesare und Gaetano Canciani. Eine ganze Reihe von Sammlern versuchte nach dem Ende der Republik der Verstreuung ganzer Bibliotheken verarmender Adelsfamilien und der Konvente entgegenzuwirken. Er wollte bei dieser Sammeltätigkeit jedoch nicht selbst eine Geschichte Venedigs verfassen, sondern Fähigeren das notwendige Material zur Verfügung stellen.

### Erste Veröffentlichungen (ab 1808)
1808 erschien seine erste kleine Veröffentlichung unter dem Pseudonym Angelo Eugenio Mentice Mantovano mit dem Titel Un Prete di San Martino. Dabei orientierte er sich am Stil Boccaccios; das Werk hatte eine Auflage von 24 Exemplaren, von denen nur eines erhalten ist. 1810 erschien ein weiteres Werk dieser Art. Bereits 1813 wurde er socio des Ateneo Veneto di Scienze, Lettere ed Art, das Leopoldo Cicognara († 1834) leitete.
1811 publizierte er eine Dissertazione storico-critica zur Entdeckung der Reliquien des Hl. Markus. Unmittelbar nach dem Ende der napoleonischen Herrschaft befasste er sich mit einer Statue Napoleons, die 1811 in Venedig errichtet und die 1814 entfernt worden war. 1817 brachte er einen Führer durch die oberen Säle des Dogenpalasts heraus. 1822 verfasste er einen Nekrolog auf Ruggero Mondini, einen venezianischen Gelehrten, und noch im selben Jahr befasste er sich mit den herausragenden Köpfen der Familie Pasqualigo.

### Historische Schriften (ab 1823), Inschriften-Editionen (1824–1853)

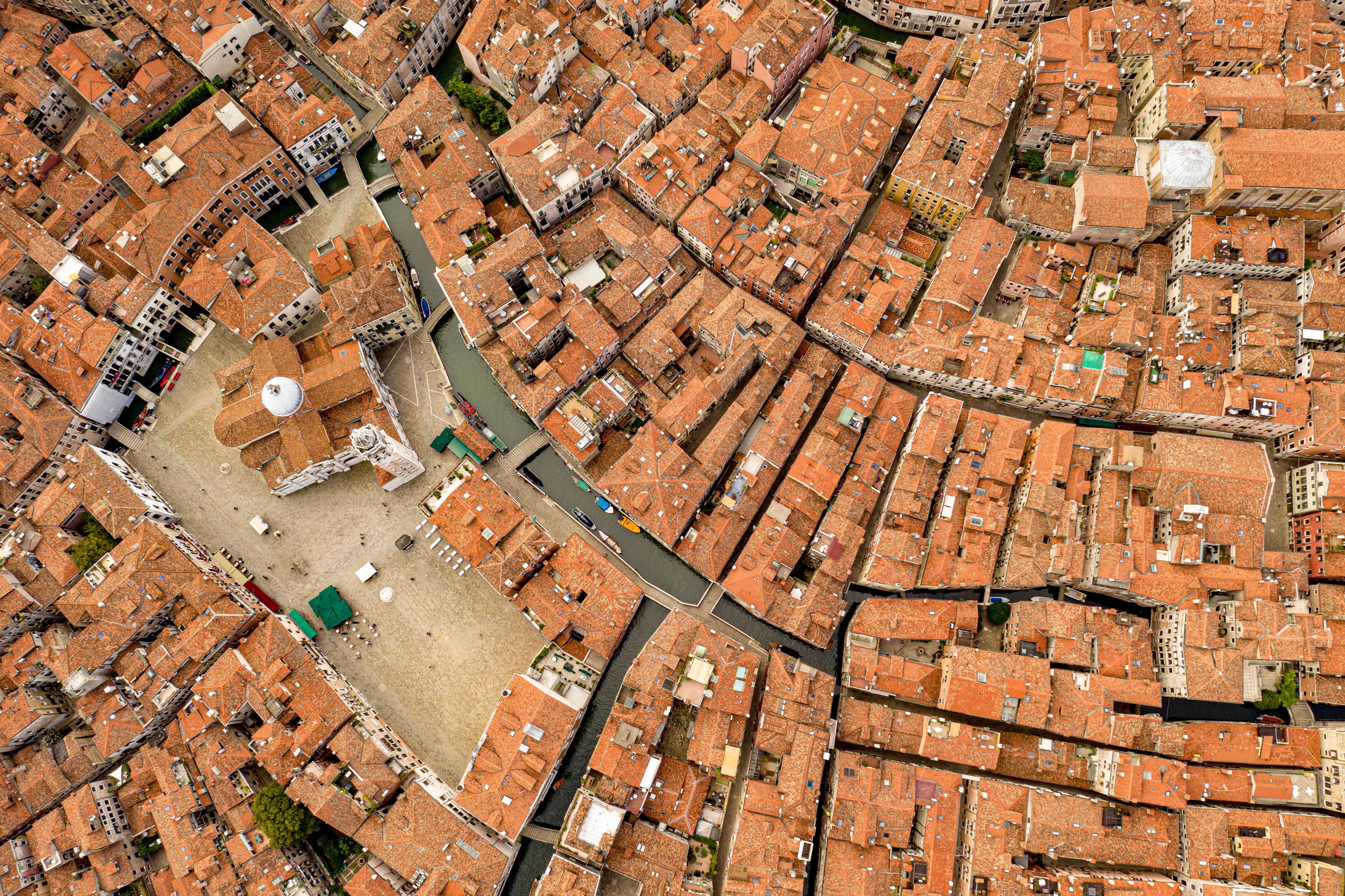
Luftbild des Campo Santa Maria Formosa, 2020 (oben ist Süden)

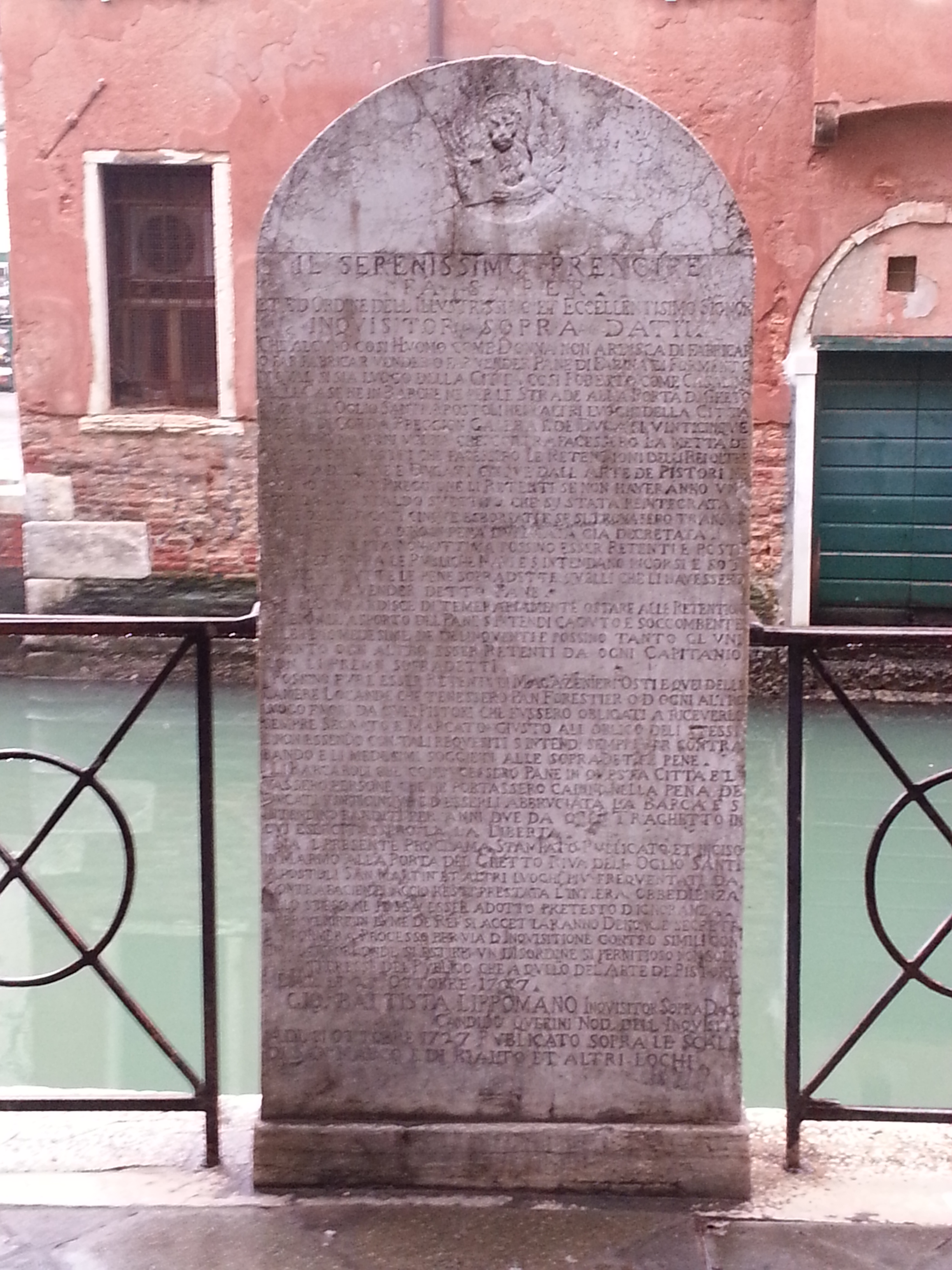
Eine der von Cicogna transkribierten Inschriften im Stadtgebiet, die Stele del pan unter dem Sotoportego Falier am Rio Santi Apostoli unweit der Rialtobrücke beim Palazzo Falier; sie stammt von 1727

Cicogna begann sich zunehmend für die Geschichte Venedigs zu interessieren und so begann er zunächst Zeittafeln herauszugeben, dann die Inschriften im gesamten Stadtgebiet zu transkribieren. Daraus entstanden die sechs Bände umfassenden Inscrizioni veneziane, eine Arbeit, die ihn drei Jahrzehnte beschäftigte. Dabei überlieferte er nicht nur zahlreiche Inschriften, die vielfach nicht mehr existieren, sondern er bemühte sich auch, die darin genannten Personen zu identifizieren und knappe biographische Anmerkungen zu liefern.
Daneben betätigte er sich weiterhin als Sammler in einem derartigen Umfang, dass er 1831 sein Domizil bei dem Adligen Pietro Dolfin aufgeben und seine Sammlung in die Calle Trevisan in der Gemeinde Santa Maria Formosa transferieren musste (heute gibt es eine Calle Trevisan o Cicogna im Osten von Castello und eine Calle Cicogna nordöstlich der Kirche). So erwarb er 1842 eine 350-seitige Handschrift von einem unbekannten Verfasser, die zwischen 1518 und 1520 in Rom, und 1521 in Venedig entstanden war. Aber er deutete diese auch, nämlich als Manuskript des Marcantonio Michiel, das Cicogna als „Diario“ bezeichnete. Auch weitere Zuschreibungen von anonymen Werken zu bestimmten Autoren gehen auf Cicogna zurück, etwa die der Annali delle cose della Repubblica di Venezia 1578–1588 an Alvise Michiel.
1847 brachte er einen bibliographischen Überblick über Venedig heraus, wobei dieser das gesamte Gebiet der Republik Venedig umfasste. Darin finden sich 5.861 Titel auf 943 Seiten, dazu Anmerkungen zu fast jedem Titel. Nebenbei schrieb er Novellen, 1828 eine knappe Biographie Bianca Cappellos, der Frau Francescos I. aus dem Hause Medici, noch im selben Jahr eine Abhandlung über die Translation der Überreste Paolo Sarpis nach Murano. 1830 verfasste er einen Nekrolog auf Teodoro Correr, dessen Haltung zum Sammeln und dessen Großzügigkeit ihn stark beeinflussten.
1830 setzte sich Cicogna mit Dante auseinander. Zu seinen Nekrologen und Biographien kamen Beiträge zu venezianischen Kirchen und ihrem Innenschmuck, dazu zu einzelnen Monumenten, wie dem Gobbo. Zudem wagte er sich an lateinische Prosa, doch verfolgte er dies nicht weiter. Weiterhin schrieb er über mit Venedig verbundene Familien, wie die Spaur, Marcello oder Foscolo.
1845 und 1846 beschäftigte sich Cicogna mit den venezianischen Regatten, für die er unveröffentlichte Quellen aus der Zeit vom 14. Jahrhundert bis 1844 zusammenstellte, ebenso wie mit den venezianischen Scuole, wie etwa San Giovanni Evangelista. Bei den venezianischen Scuole handelte es sich um Zünfte, aber auch Laienbruderschaften, die sich karitativen und geistlichen Aufgaben widmeten. Unter ihnen ragten die sechs Scuole grandi heraus, zu denen die Scuola Grande di San Giovanni Evangelista gehörte, über deren Ursprünge Cicogna einige, wie er sie nennt, „knappe Notizen“ verfasste.
Als Sammler von Ausgaben des Decamerone von Boccaccio, von denen er inzwischen etwa 250 besaß, brachte er 1856 eine kleine, 17-seitige Bibliographie heraus. 1853 veröffentlichte er ein knappes ökonomisches Werk von Giammaria Ortes (1713–1790). 1860 kamen Lebensläufe einiger Dogen hinzu, wie auch gelehrte Anmerkungen zum Werk des Chronisten Martino da Canale aus der Mitte des 13. Jahrhunderts.
Insgesamt brachte er mehr als 110 historische Beiträge heraus, dazu poetische Werke und Übersetzungen aus dem Lateinischen. Giovanni Paoletti listete fünf Jahre vor Cicognas Tod 215 seiner Werke auf, wobei er einräumte, dass die Liste noch nicht vollständig sei.

### Hilfe bei anderen Projekten, Geschenke
Cicogna stellte sein gewaltiges Wissen uneigennützig zur Verfügung. Als die relazioni (Berichte) der venezianischen Gesandten herausgegeben werden sollten, unterstützte er vor allem die Editoren Tommaso Gar und Vincenzo Lazari mit seinem Detailwissen; als im Archivio Storico Italiano die Edition der Chronik des Martino da Canale aus dem 13. Jahrhundert vorbereitet wurde, half er auch hier. Andernorts steuerte er die Eilberichte vom Hof König Maximilians I. von 1496 bei, die von dem Gesandten Francesco Foscari stammten, der von Mai bis Weihnachten 1496 venezianischer Gesandter beim Römischen König war. Es gab kaum eine zeitgenössische Publikation zur Geschichte Venedigs, bei der Cicogna nicht mit Rat und Wissen zur Seite stand. Dabei unterstützte er auch ausländische Wissenschaftler, indem er ihnen sein Wissen und seine Sammlungen, aber auch Kontakte zu anderen Forschern zugänglich machte. Vielfach waren ihm Hochzeiten oder Geburtstagsfeiern Anlass, zu der betreffenden Person oder ihrer Familie, zum Heimat- oder Herkunftsort eine Schrift zu verfassen.

### Unterstützung, Ehrungen, Wissenschaftliche Gesellschaften

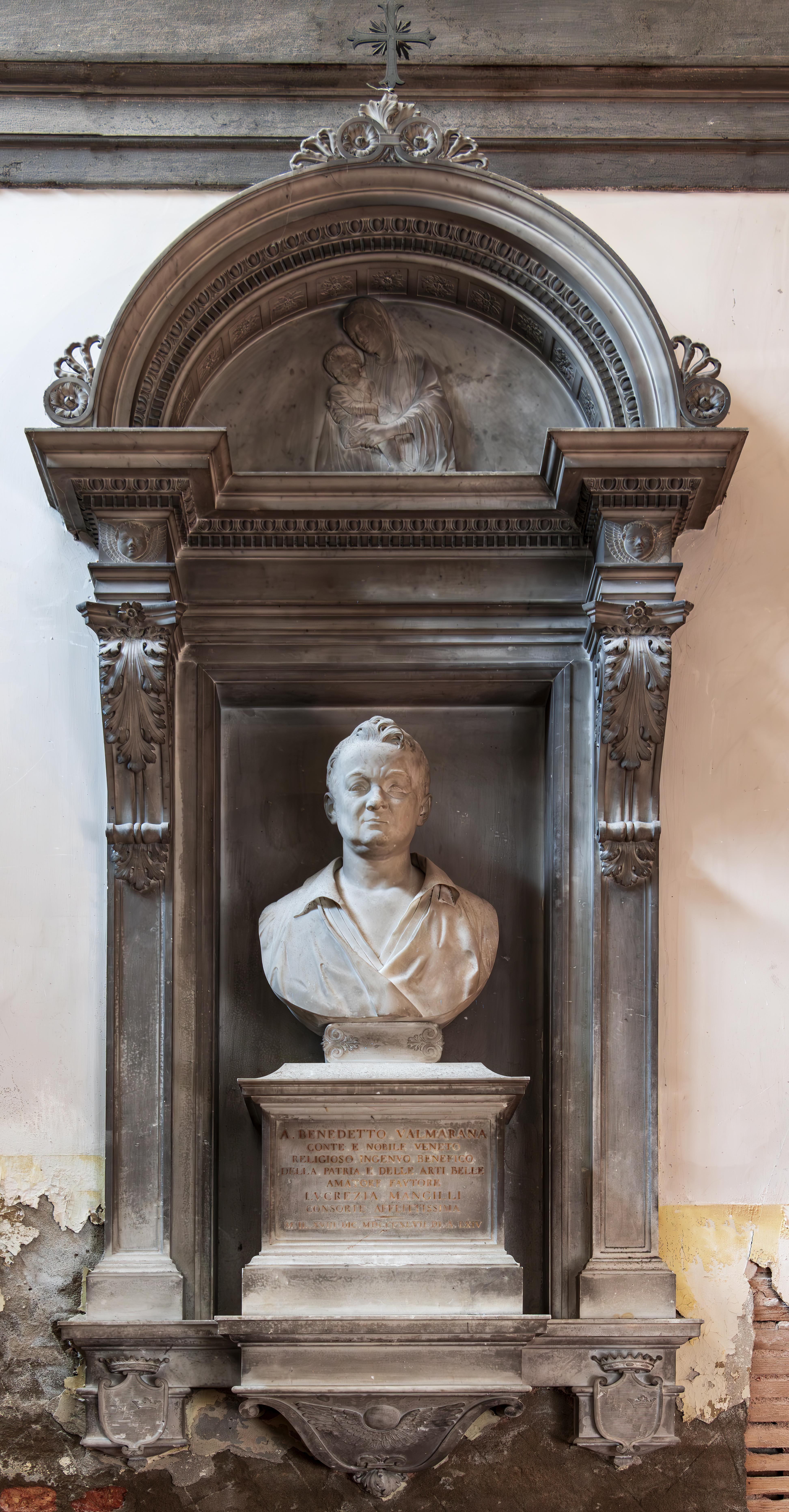
Grabmal für Benedetto Valmarana in der Kirche Santi Apostoli

Cicogna fand nur wenige Unterstützer, zumal den österreichischen Behörden die venezianische Geschichte eher gleichgültig war. Graf Benedetto Valmarana, der einer Familie aus Vicenza entstammte, stellte ihm seine reiche Bibliothek zur Verfügung. Er unterstützte seine Inschriftensammlung zudem mit Geldmitteln und seine Witwe stellte ihm ein bescheidenes Legat aus, das die Herausgabe seiner venezianischen Bibliographie gestattete.
Cicogna war Mitglied in zahlreichen Gesellschaften. Seit 1843 socio des Ateneo Veneto und bereits seit 1840 Consigliere Straordinario der Accademia di belle arti di Venezia, wurde er ein Jahrzehnt später Mitglied der Giunta del Panteon Veneto. Auch gehörte er den Concordi di Rovigo und den Colombari di Firenze an, aber auch der Accademia Agraria Aquileiese di Udine, der Accademia Aretina, dem Ateneo Trivigiano.
1846 wurde Cicogna von König Louis-Philippe I. in die französische Ehrenlegion aufgenommen, wozu ihm Antonio Diedo (1772–1847) als einer der ersten gratulierte; 1858 erhielt er vom österreichischen Kaiser die Goldene Medaille für bürgerliche Verdienste, die Grande Medaglia d'Oro del Merito Civile. Hinzu kamen russische und preußische Auszeichnungen; aber auch welche aus Sardinien und dem Königreich Neapel. Er war seit 1848 korrespondierendes Mitglied in der Österreichischen Akademie der Wissenschaften und des Istituto Veneto di Scienze, Lettere ed Arti sowie in weiteren Wissenschaftsgesellschaften. Doch die Leitung des Staatsarchivs lehnte er 1860 ab, da er kein öffentliches Amt als Leiter oder Direktor übernehmen wollte. Cicogna war 1825 einer der ersten gewesen, die Zutritt zum Archiv erhielten.
Cicogna selbst registrierte solcherlei Auszeichnungen sorgsam in einer Art Diarium, in dem er zudem, nach dem Vorbild venezianischer Autoren, seine täglichen Arbeiten in chronologischer Reihenfolge niederlegte. Dazu zählten Recherchen und Artikel, Diskussionen und Widmungen, ja sogar Toasts, die auf ihn ausgegeben worden waren. Das Ganze erschloss er wiederum mit einem Index, um der Nachwelt die Recherche über sein Vorgehen zu erleichtern. Auch die Aufenthalte von Wissenschaftlern, die in seinen Beständen recherchieren wollten, notierte er sorgsam.

### Wohnstatt, Sammlung, Testament
Cicogna lebte von 1827 bis 1865 in der Calle lunga Trevisan am Campo Santa Maria Formosa in einem Haus aus dem 15. Jahrhundert, das einst den Pisani gehört hatte, dann den Bondumier, deren Wappen am Balkon zu sehen war. Einem der Mitglieder der Bondumier-Familie, das 1470 Negroponte gegen die Osmanen verteidigte, widmete er eine Edition. 1865 wurde das aus dem 15. Jahrhundert stammende Gebäude jedoch wegen Baufälligkeit umgebaut und Cicogna musste in das benachbarte Haus Nr. 6217 umziehen. Dabei wurde seine gewaltige Sammlung Bestandteil des Museo Correr, das 1830 von Teodoro Correr (1750–1830) gestiftet und mit dessen gleichfalls überaus umfangreichen Sammlung ausgestattet worden war. Hinzu kamen Gemälde, wie etwa von Tintoretto oder ein von Luigi Boscolo angefertigtes Porträt Carlo Goldonis. Cicogna hätte die wertvolle Sammlung verkaufen können, doch er lehnte dies ab. In einem ersten Testament vermachte er seine Sammlung 1850 der Biblioteca Marciana. 1852 wurde er in den Ruhestand versetzt.

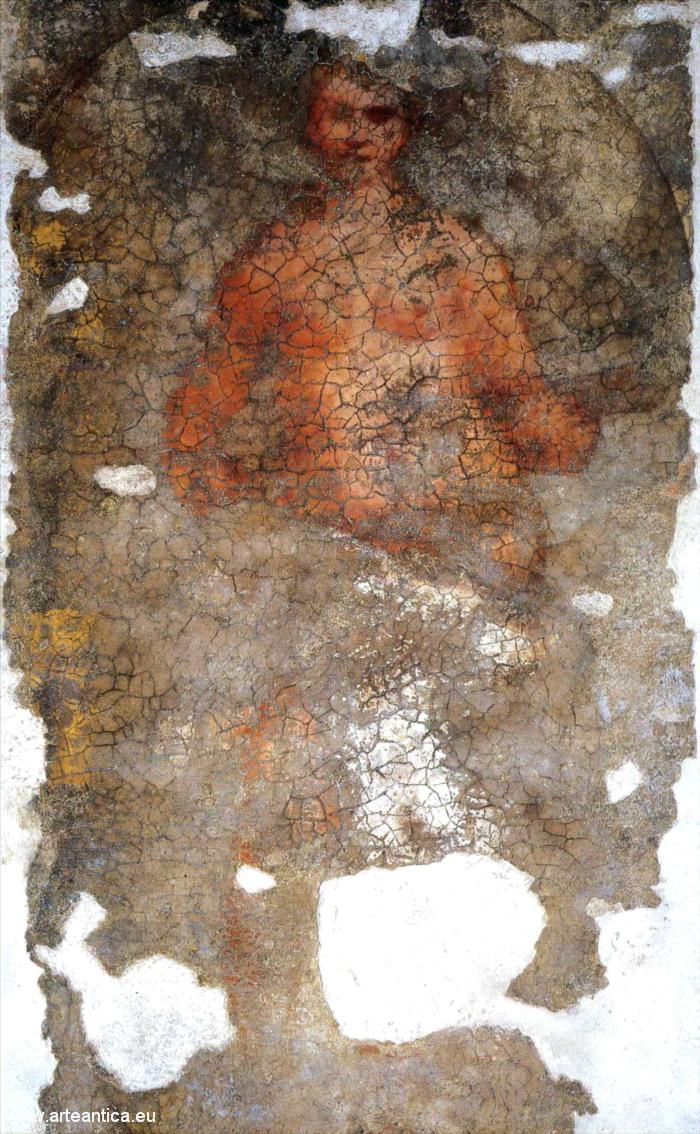
Die Nuda von Giorgione, entstanden um 1508, 250 × 140 cm, in der Accademia

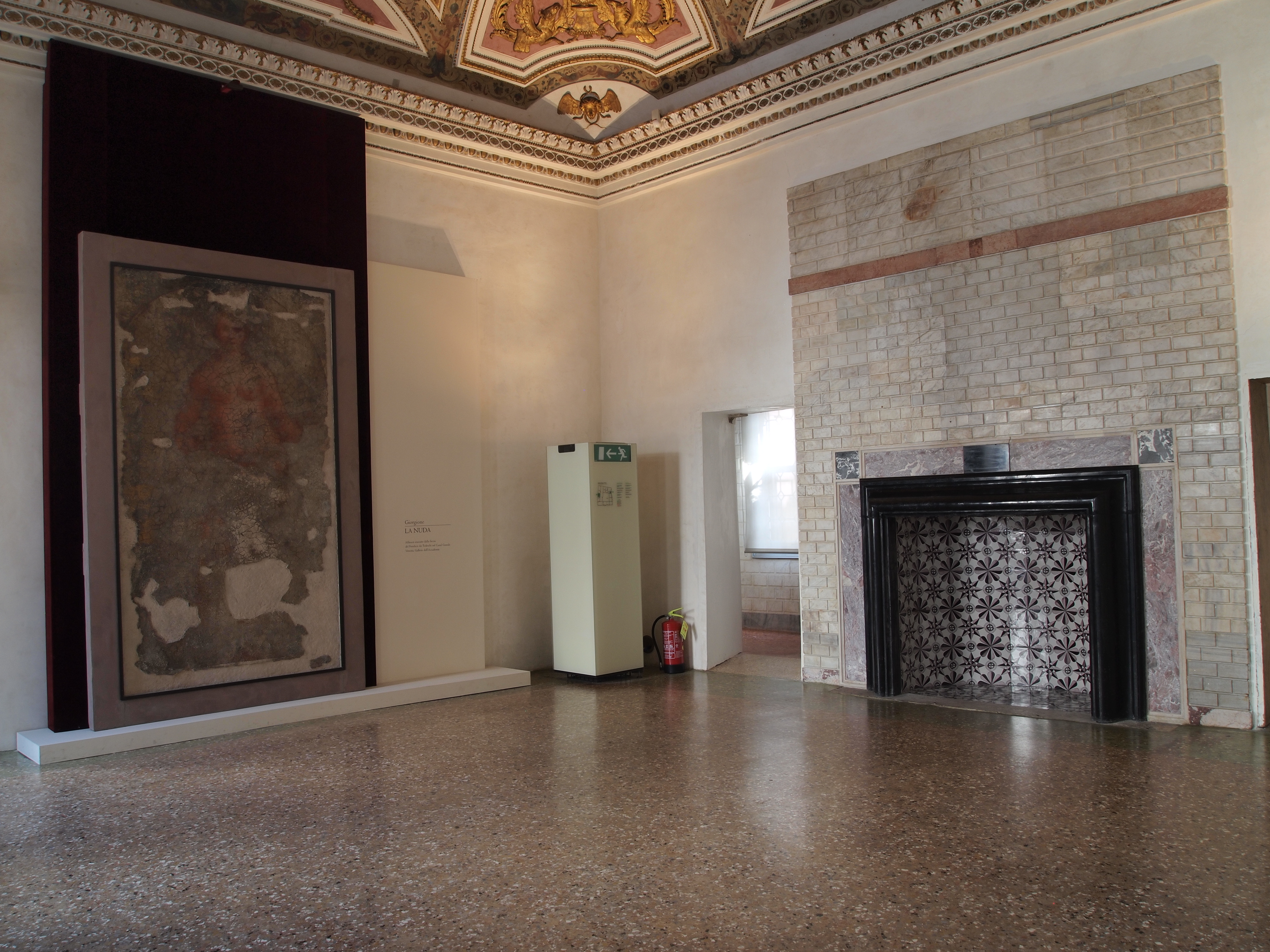
… 2014 im Palazzo Grimani

1859 wandte er sich an den Ingenieur Tommaso Meduna, um zu verhindern, dass am Fondaco dei Tedeschi die letzte noch vorhandene Außenbemalung bei der als Restaurierung verstandenen „Weißung“ des Gebäudes unter Leitung von Pietro Selvatico zerstört würde. Es handelte sich um die Nuda von Giorgione, die auf diese Art gerettet wurde.
Seine rund 40.000 Bücher und etwa 5.000 Manuskripte vermachte er 1865 gegen eine Leibrente für seine beiden Schwestern der Stadt, bzw. dem Museo Correr, wobei seine Sammlung, nicht nur die Bücher, nach und nach transferiert wurde. Ohne seine Bücher starb er am 22. Februar 1868.

## Erste bibliographische Versuche, Aufarbeitung der Bücher- und Kunstsammlung
Einen ersten Überblick über das extensive Werk Cicognas versuchte sich Ignazio Neumann de Rizzi bereits 1850 zu verschaffen, indem er 104 Schriftwerke aufführte, an denen Cicogna zumindest beteiligt war. 1864 publizierte Giovanni Paoletti einen weiteren bibliographischen Versuch, der bereits 215 Werke aufführte. Wenige Jahre nach Cicognas Ableben erschien im Archivio Veneto ein 18-seitiger Indice delle pubblicazioni di E. A. Cicogna.
Während die Bücher, die Cicogna zeit seines Lebens gesammelt hatte, durch Lara Spina einer Untersuchung unterzogen wurden, sind die übrigen Objekte der Sammlung, vor allem die Kunstwerke, noch kaum gesichtet. Dies hängt damit zusammen, dass die Drucke und Münzen, Gemälde und Skulpturen, die archäologischen und naturgeschichtlichen Stücke vielfach zufällig und durch günstige Gelegenheiten in die Sammlung gelangten, so dass keine Systematik entstand.

## Centro di studi medievali e rinascimentali «E. A. Cicogna»
2001 wurde zu Ehren Cicognas das Centro di studi medievali e rinascimentali «Emmanuele Antonio Cicogna» (Zentrum für Mittelalter- und Renaissancestudien „Emmanuele Antonio Cicogna“) in Venedig gegründet. Initiatoren waren Angela Caracciolo Aricò († 2015), Spezialistin für Renaissance und Humanismus, für das Königreich Aragón des 15. und 16. Jahrhunderts, aber auch Editorin von Quellen, wie etwa der Werke Marin Sanudos, sowie der Philologe Gian Carlo Alessio, der als Präsident des Centro fungiert. Das Studienzentrum arbeitet bei Forschungs- und Editionsvorhaben sowie bei digitalen Publikationen und beim Aufbau einer Datenbank zu den venezianischen Chroniken mit der Universität Venedig, aber auch mit der von Rouen und amerikanischen Universitäten zusammen, wie der University of Maryland, Baltimore County, der Rutgers University im Bundesstaat New Jersey, sowie der Gladys Krieble Delmas and Jean Paul Delmas Foundation, einer Stiftung in New York. Ihren Sitz hat die Einrichtung in der Marciana am Markusplatz.

## Schriften (Auswahl)

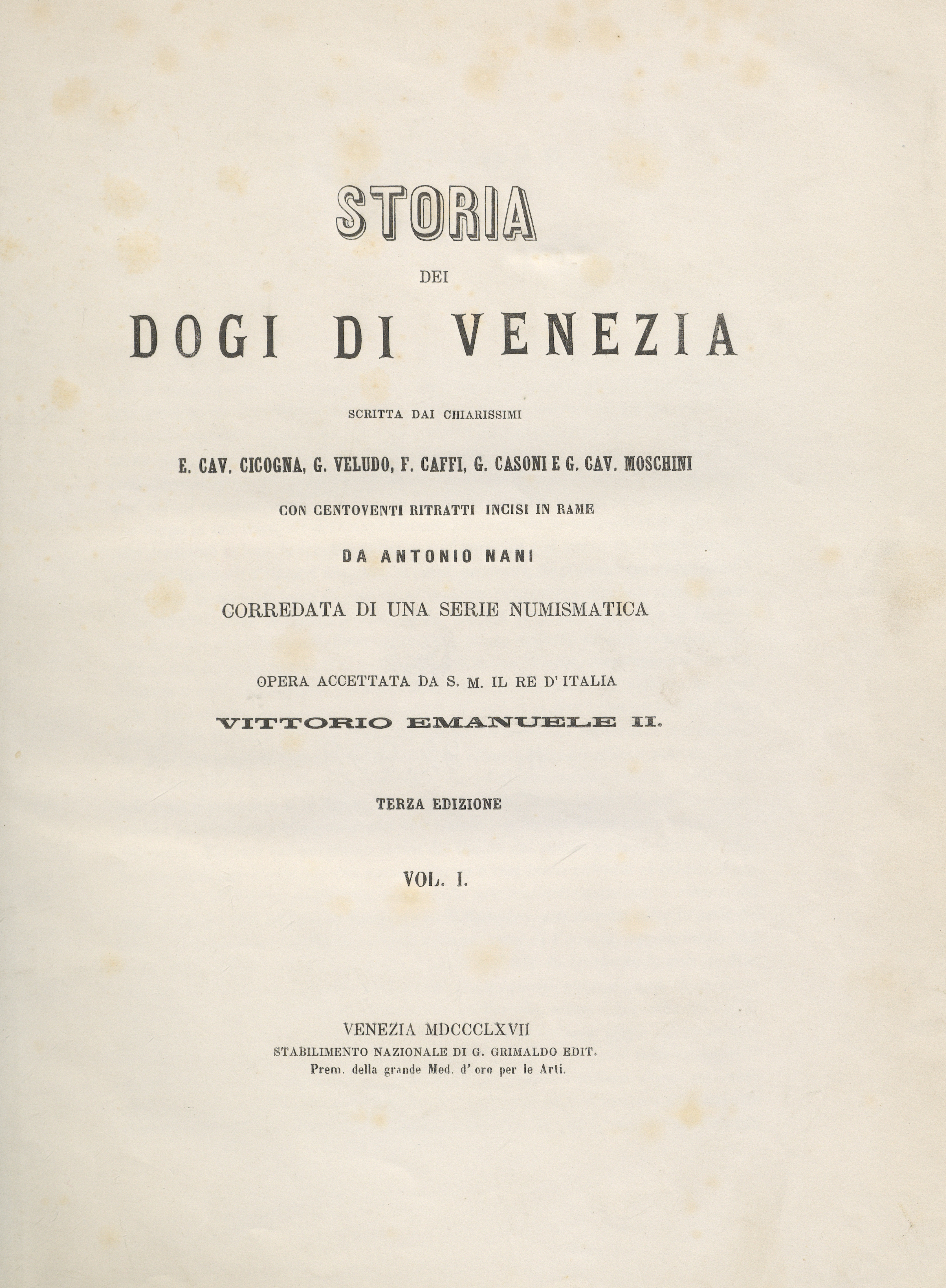
Titelblatt der Storia dei Dogi di Venezia, Bd. 1, Venedig 1867

Siehe Rinaldo Fulin: Indice delle pubblicazioni di Emmanuele Antonio Cicogna, in: Archivio Veneto 5, 1873, S. 156–173 (Digitalisat).
- Sullo scoprimento del Corpo di San Marco Evangelista fatto nella Basilica Patriarcale di Venezia il giorno 7 maggio 1811. Dissertazione storico critica, Giuseppe Molinari, Venedig 1811.
- Saggio di bibliografia veneziana, G. B. Merlo, Venedig 1847. (Digitalisate: bei archive.org, beim Münchener DigitalisierungsZentrum)
- Delle Inscrizioni Veneziane, Bd. 1–6, Venedig 1824–1853, Nachdruck Bologna 1969–1983.
- Cenni biografici intorno Monsignor canonico Pietro Bettio bibliotecario della Marciana e cavaliere di terza classe dell' ordine della corona ferrea, Giuseppe Molinari, Venedig 1846. (Digitalisat beim Münchener DigitalisierungsZentrum)
- Illustri Muranesi richiamati alla memoria e offerti alla gentilissima signora Ludovica Bigaglia-Bertolini, Martinengo, Venedig 1858. (Digitalisat)
- Intorno la vita e le opere di Marcantonio Michiel, patrizio veneto della prima metà del secolo XVI, in: Memorie dell’Istituto Veneto di Scienze, Lettere ed Arti 9 (1860) 359–425.
- Cicogna Emmanuele, in: D. Diamilla Müller (Hrsg.): Biografie. Autografe ed inedite di illustri italiani di questo secolo, Turin 1853 (Nuova Biblioteca Popolare), S. 101–104 (knappe autobiographische Skizzen vom 2. Dezember 1829, Digitalisat).
- Corpus delle iscrizioni di Venezia e delle isole della laguna veneta, ovvero riepilogo sia delle „Iscrizioni Edite“ pubblicate tra gli anni 1824 e 1853 che di quelle „Inedite“ conservate in originale manoscritto presso la Biblioteca Correr di Venezia e dal 1867, anno della morte dell’insigne erudito, rimaste in attesa di pubblicazione, Opera compilata da Piero Pazzi, 3 Bände, Biblioteca Orafa Sant’Antonio Abate, Venedig 2001.
- Piero Pasini (Hrsg.): Diario veneto politico di Emmanuele Antonio Cicogna, Venedig 2008 (betrifft die Jahre 1848 bis 1849). ISBN 978-88-88143-93-4.
- Tavole cronologiche della storia veneta dall'anno 400 al 1797 inclusive, o. O., o. J. (Google Books)